# 飛田茂雄
飛田 茂雄（とびた しげお、1927年12月22日 - 2002年11月5日）は、日本のアメリカ文学者、翻訳家、中央大学名誉教授。日本ヘンリー・ミラー協会名誉会長。
東京都世田谷区出身。1940年、主計将校だった父の転勤に伴って広島に転居。勤労動員先の陸軍被服支廠で被爆している。1952年、青山学院大学英文科卒業。1957年、早稲田大学大学院文学研究科近代英文学専攻博士課程修了（中退）。1955年、青山学院大学助手、1957年に同専任講師、1960年同助教授。1963年、小樽商科大学助教授、1969年に中央大学商学部教授、1993年に中央大学総合政策学部教授。
この間1976年4月から半年間カールトン大学客員研究員、1978年4月から1年間ノースカロライナ大学チャペルヒル校客員研究員を歴任。日本ヘンリー・ミラー協会会長も務めた。
1998年定年。中央大学名誉教授。2002年11月5日、慢性リンパ性白血病により死去、74歳没。
『小学館ランダムハウス英和大辞典』の編集・執筆に携わった。英語に関する著書多数、ヘンリー・ミラーなど翻訳多数。
なお、村上春樹は柴田元幸との対談において、自身に影響を与えたアメリカ文学の翻訳文について、「藤本和子のリチャード・ブローティガンの翻訳」「飛田茂雄・浅倉久志のカート・ヴォネガットの翻訳」をあげている。
なお、村上春樹に影響をあたえた上記の翻訳文体を主題とし、60年代・70年代の日本でのアメリカ文学の翻訳文化を分析・研究した邵丹の著書『翻訳を産む文学、文学を産む翻訳: 藤本和子、村上春樹、SF小説家と複数の訳者たち』（松柏社、2022）において、（村上に影響を与えたと考えられる）飛田の初めてのヴォネガット翻訳は、1975年に雑誌『海』に掲載された、ヴォネガットへのインタビュー（のちの『ヴォネガット、大いに語る』の一部）とされている。

## 著書
- 『探検する英和辞典』（草思社） 1994
- 『私が愛する英語辞典たち ちょっと辛口の辞書批評』（南雲堂フェニックス） 1995
- 『いま生きている英語 大辞典でも収めきれない情報』（中公新書） 1997
- 『翻訳の技法 英文翻訳を志すあなたに』（研究社出版） 1997
- 『アメリカ合衆国憲法を英文で読む 国民の権利はどう守られてきたか』（中公新書） 1998
- 『現代英米情報辞典』（編、研究社出版） 2000
- 『英米法律情報辞典』（研究社） 2002

## 翻訳
- 『母の肖像』（パール・バック、角川文庫） 1965
- 『追憶への追憶』（新潮社、ヘンリー・ミラー全集10） 1968
- 『キャッチ=22』（ジョーゼフ・ヘラー、早川書房） 1969、のちハヤカワ文庫NV（上・下） 1977　のち改版 ハヤカワepi文庫（上・下） 2016
- 『発端への旅 コリン・ウイルソン自伝』（コリン・ウイルソン、竹内書店） 1971、のち中公文庫 2005
- 『描くことは再び愛すること』（ヘンリー・ミラー、竹内書店） 1972
- 『ジェイムズ・ジョイス その批評的解説』（ハリー・レヴィン、永原和夫共訳、北星堂書店） 1978
- 『戦慄』（アントニイ・バージェス、早川書房） 1978
- 『浮世絵聚花 3 ボストン美術館 3 歌麿』（マニー・L・ヒックマン、小学館） 1978
- 『聖ジョージとゴッドファーザー』（ノーマン・メイラー、早川書房） 1980
- 『輝けゴールド』（ジョーゼフ・ヘラー、早川書房） 1981
- 『浮世絵聚花 17・18 ボストン美術館 補巻 春信』（デイヴィッド・ウォーターハウス、金子重隆共訳、小学館） 1982
- 『危険な隣人』（トマス・バーガー、早川書房） 1982
- 『浮世絵聚花 1 ボストン美術館 1 初期版画』（マニー・L・ヒックマン、小学館） 1983
- 『ザ・スクープ 屏風のかげに』（ヒュー・ウォルポールほか、中央公論社） 1983
- 『パームサンデー 自伝的コラージュ』（カート・ヴォネガット、早川書房） 1984、のち改版 ハヤカワ文庫 2009
- 『ヴォネガット、大いに語る』（カート・ヴォネガット、サンリオ文庫） 1984、のち改版 ハヤカワ文庫 2008
- 『浮世絵聚花2 ボストン美術館 2 清長』（マニー・L・ヒックマン、金子重隆共訳、小学館） 1985
- 『母なる夜』（カート・ヴォネガット・ジュニア、ハヤカワ文庫） 1987
- 『わたしはいま結婚している』（メアリー・ゴードン、中原夏子共訳、早川書房） 1988
- 『浮世の画家』（カズオ・イシグロ、中央公論社） 1988、のち中公文庫、のち改版 ハヤカワ文庫 2019
- 『ラヴ・ストーリーズ 1』（チップス, ヘンダーソン、共訳、早川書房） 1989
- 『名残りの薔薇』（アリス・アダムズ、高見浩共訳、新潮社） 1991
- 『バック・イン・ザ・ワールド』（トバイアス・ウルフ、中央公論社） 1991
- 『ボーイズ・ライフ』（トバイアス・ウルフ、中央公論社） 1992
- 『神話の力』（ジョーゼフ・キャンベル, ビル・モイヤーズ、早川書房） 1992、のちハヤカワ文庫 2010
- 『甘いささやき』（ステファニー・ヴォーン、草思社） 1995
- 『争うアメリカ 人権・権利・税金』（トマス・B・エドソール, メアリー・D・エドソール、みすず書房） 1995
- 『時を超える神話』（ジョーゼフ・キャンベル、角川書店、キャンベル選集） 1996
- 『危機一髪 回想 - メコン・デルタからオックスフォードまで』（トバイアス・ウルフ、彩流社） 1996
- 『生きるよすがとしての神話』（ジョーゼフ・キャンベル、共訳、角川書店、キャンベル選集） 1996、角川ソフィア文庫 2016
- 『激突』（ジョン・ホークス、彩流社、ジョン・ホークス作品集4） 1997
- 『人食い』（彩流社、ジョン・ホークス作品集） 1997
- 『新約聖書』（ウィリアム・M・ギャロット（松村あき子共訳、角川文庫） 1999
- 『クリシーの静かな日々』（ヘンリー・ミラー 、小林美智代, 田澤晴海共訳、水声社、ヘンリー・ミラー・コレクション） 2004